# Malý Šturec
Der Malý Šturec ist ein Gebirgspass in der Mittelslowakei, an der Grenze zwischen der Großen Fatra im Norden und den Kremnitzer Bergen im Süden. Er befindet sich zwischen den Bergen Holý kopec (1055 m n.m.) und Priečny vrch (1048 m n.m.).
Über den Pass verläuft die Staatsstraße I/14 (bis etwa 2003 Landesstraße II/557), die die Regionen Pohronie (Grantal) und Turiec (Turz) verbindet. Außerdem wird der Pass durch den auf der Bahnstrecke Banská Bystrica–Dolná Štubňa liegenden eingleisigen Čremošné-Tunnel (4.697 m) unterquert, der als der längste Eisenbahntunnel der Slowakei gilt.
Über den Pass verläuft der Weg der Helden des Slowakischen Nationalaufstandes, ein Teil des Fernwanderwegs E8. Auf der Passhöhe befindet sich ein kleiner Parkplatz.